# Zevende Kruistocht
De Zevende Kruistocht (1248-1254) werd georganiseerd door Lodewijk IX van Frankrijk (1215-1270) om Jeruzalem te heroveren op de Saracenen, die de stad in 1244 op de kruisvaarders veroverd hadden en daarna geplunderd. 
Aan de kruistocht namen behalve Lodewijk ook drie van zijn broers deel: Alfons, graaf van Poitiers en Toulouse, Robert van Artois en Karel I, graaf van Anjou. Het leger bestond waarschijnlijk uit zo'n 25.000 man, van wie 1500 ridders en 5000 kruisboogschutters. Tien maanden  wisten zij het Egyptische  Damiate bezet te houden, waarna de moslims weer de overhand kregen.

## Wat voorafging
Sinds de Zesde Kruistocht (1228) was keizer Frederik II, koning van Jeruzalem voortdurend in conflict met de pausen.
In 1231 veroverden de Mongolen het rijk der Khwarazmiden; een deel van hun leger ging zich bij de Mammelukken voegen.
Bij de aanvang van de regering van de Egyptische sultan As-Salih Ajjoeb (1240-1249) was de Levant een lappendeken van verschillende staatjes. De bestuurlijke macht lag bij de Ajjoebiden, de militaire macht bij de Mammelukken. De houding ten opzichte van de christelijke wereld was verdeeld. De Ajjoebiden waren pro, de Mammelukken waren contra. Nadat de Khwarazmiden Jeruzalem plunderden in 1244, volgde de Slag bij La Forbie. Toen de toekomstige heerser over Egypte, Baibars kwam daar als overwinnaar uitkwam, werd het duidelijk hoe de verhoudingen lagen.
Paus Innocentius IV was niet happig voor een nieuwe kruistocht, omdat keizer Frederik, als koning van Jeruzalem hem belaagde. Lodewijk, als echte christen, voelde zich als enige geroepen om ten strijde te trekken.

## Verovering Damiate
Lodewijk IX en zijn leger vertrokken vanuit Aigues-Mortes via Cyprus naar Egypte, samen met de Vlaamse graaf Willem van Dampierre en veroverden op 6 juni 1249 de Egyptische stad Damiate.
De Egyptische sultan As-Salih Ayyub bood aan Lodewijk, Jeruzalem in ruil voor Damiate. Maar Lodewijk was niet naar het Midden-Oosten gekomen om te onderhandelen, hij wilde de Saracenen verslaan. Hoewel na rijp beraad de kruisvaardersbaronnen hadden besloten om Alexandrië aan te vallen, zette Robert van Artois een aanval op Caïro door, in 1250, die hemzelf en een groot aantal Tempeliers het leven kostte. Met moeite wist Lodewijk zijn positie aan de Nijl te behouden; dat kon ook doordat sultan Ayyub overleed en zijn opvolger Al-Muazzam Turanshah omstreden was. 

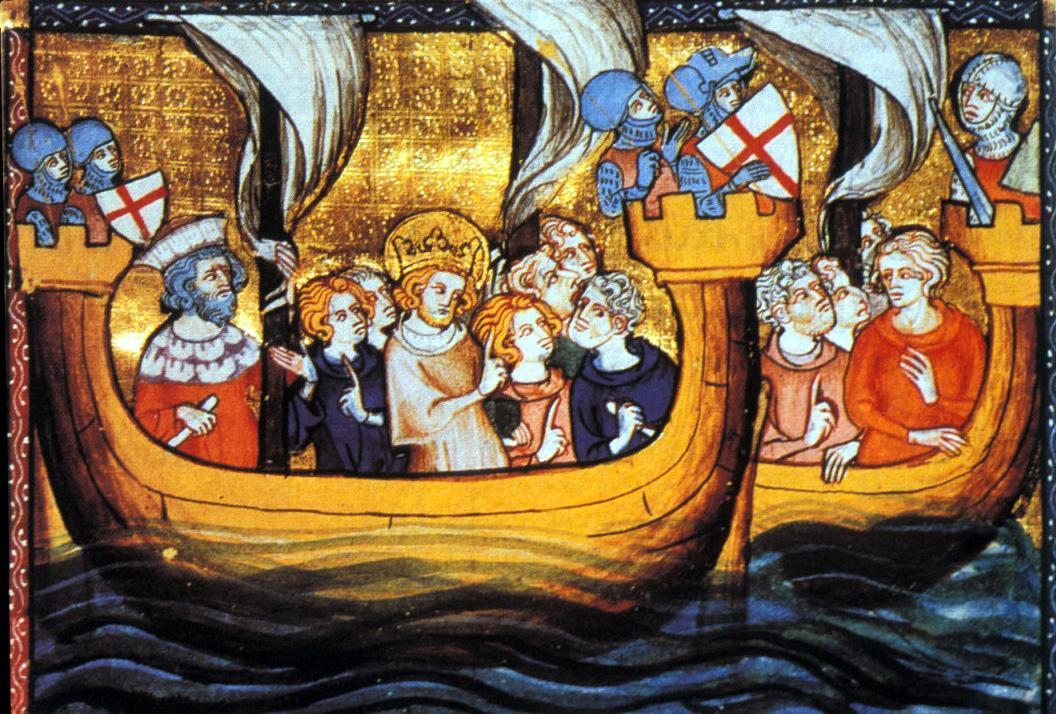
Lodewijk de Heilige en zijn leger per schip onderweg, afgebeeld op een 14e-eeuws manuscript.

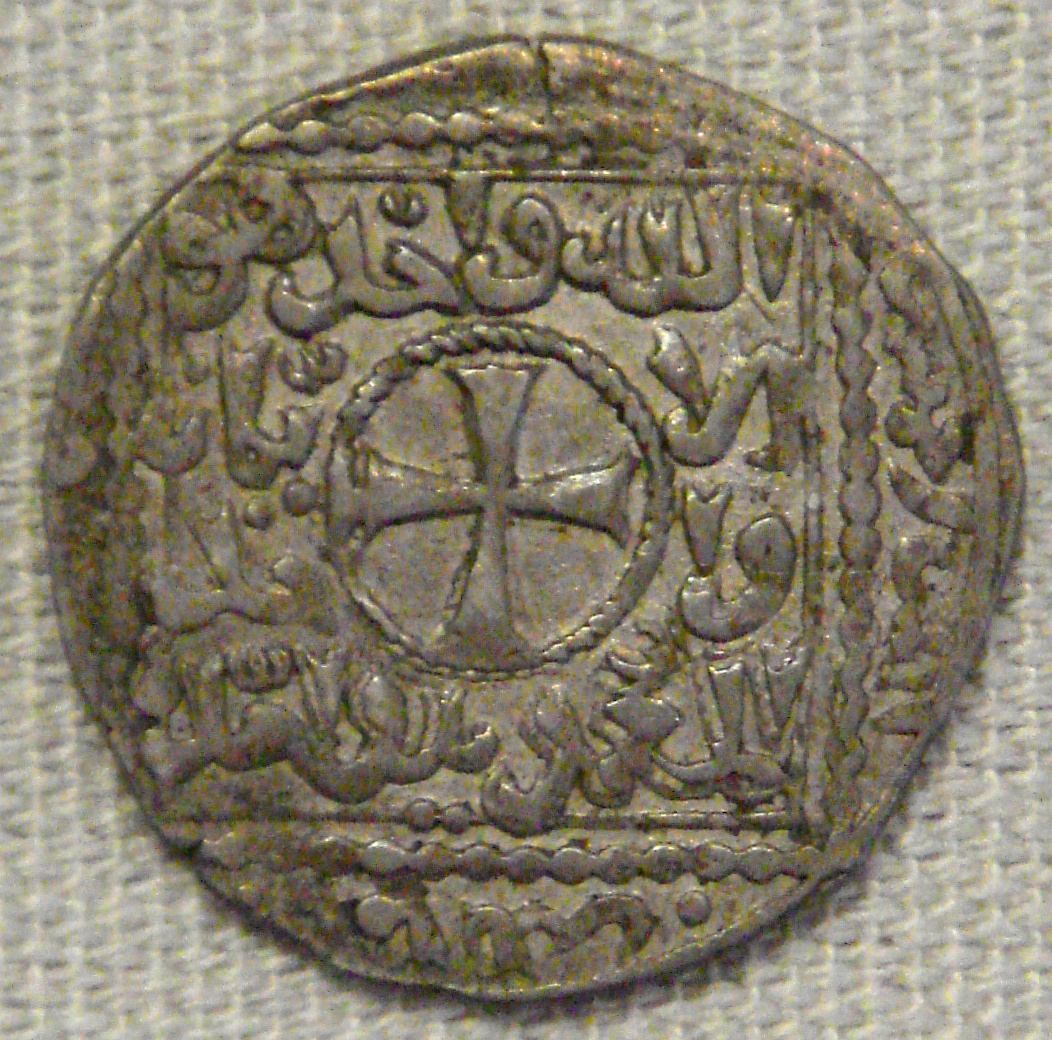
Zilveren kruisvaardersmunt uit Akko (ca. 1230). Een Arabisch type, maar gedomineerd door een christelijk kruis

## Gevangenneming koning Lodewijk IX
Ziekten in het moerassige Nijlgebied eisten een zware tol van het kruisvaardersleger, en de moslims wisten tachtig schepen te veroveren en de opvarenden te doden. Van het leger dat aan de kruistocht was begonnen bleven steeds minder mensen over, geteisterd door ziekte en honger. Sommigen gingen terug naar huis, sommigen sneuvelden, anderen werden gevangengenomen door de Arabieren. 
De moslims brachten Lodewijk en zijn leger in het nauw, en uiteindelijk konden de 'Franken' geen kant meer op, verslagen door het klimaat en de aanvallen van de Saracenen. Het leger van de kruisridders werd ten slotte in april 1250 verslagen bij El-Mansoera (Egypte), onder leiding van Baibars.
Lodewijk IX, zijn ridders en zijn leger werden gevangengenomen. Frankrijk moest voor Lodewijk de kolossale losprijs betalen van 400.000 livres tournois, gouden munten, daarna werden Lodewijk en diens leger vrijgelaten.

## Lodewijk verdedigt Syrië
De meeste militairen gingen toen terug naar huis, maar Lodewijk IX voer naar Syrië. Daar heeft hij vier jaar op versterking gewacht en de kuststeden verdedigd. Hij stuurde de Vlaamse franciscaan Willem van Ruysbroeck naar Möngke, de khan van de Mongolen, om te zorgen dat deze een einde zou maken aan het bondgenootschap met de moslims. Toen dit mislukte ging ook Lodewijk IX terug naar Frankrijk.